# Општина Михај Браву (Тулћа)
Михај Браву (рум. Mihai Bravu) општина је у Румунији у округу Тулћа.
Oпштина се налази на надморској висини од 4 m.